# アストロアーツ
株式会社アストロアーツは、東京都渋谷区に本社を置く日本のソフトウェア会社および出版社。主に天文関連のソフトウェアと雑誌を手掛けている。

## 沿革
- 1990年3月 - 株式会社アスキー 出版局 アストロアーツプロジェクトが、星空年鑑・ディスク付き書籍「アストロガイド1990」を発売。
- 1991年
  - 6月24日 - 株式会社アスキー の子会社として東京都港区南青山で株式会社アストロアーツ（旧社）を設立[2]。
  - 7月 - 天文シミュレーションソフト「ステラナビゲータ for PC-9801 DOS版」を発売。
- 1992年 - 大熊正美が代表取締役社長に就任[3]。
- 1993年9月 - 東京都新宿区西新宿に事務所を移転。
- 1996年12月 - 天文雑誌「スカイウオッチャー」を編集していた有限会社エヌジーシーを吸収合併。
- 1997年
  - 2月 - 立風書房から天文雑誌「スカイウオッチャー」の編集制作を受託。
  - 2月 - 天体画像処理ソフト「ステライメージ」を発売。
  - 10月 - オンラインショップを開始。
- 2000年
  - 7月 - 皆既月食をインターネットライブ中継。
  - 11月 - 天文誌「月刊星ナビ」を創刊。
- 2002年
  - 7月 - アスキーの「マルチメディア図鑑シリーズ」事業を継承。
  - 9月 - 株式会社アストロアーツが、株式会社アストロアーツ（旧社）の営業権を継承。
  - 10月 - 東京都渋谷区富ヶ谷に事務所を移転
- 2006年12月 - デジタルプラネタリウム「ステラドームプロ」1号機を平塚市博物館に納入。
- 2009年3月 - ニンテンドーDS「星空ナビ」を開発、アスキー・メディアワークスより発売。
- 2012年10月 - Windowsタブレット用天文シミュレーションアプリ「M+Stellar（エムステラ）」を発売

## ソフトウェア
- ステラナビゲータ - 天文シミュレーションソフトウェア
- ステライメージ - 天体画像処理ソフトウェア
- ステラショット - 天体撮影ソフトウェア
- エクリプスナビゲータ - 日食シミュレーションソフト

### モバイルアプリ
- アストロガイド
- iステラ - iPhone・iPod touch用星図表示アプリ。
- スマートステラ - Android端末用星図表示アプリ。

## 出版
- 月刊星ナビ（発売：KADOKAWA、毎月5日発売[4]）
- アストロガイド 星空年鑑